# José Gabriel Béjar
José Gabriel Béjar, (Cusco, Siglo XVIII - Cusco, 29 de mayo de 1815) fue un clérigo y militar peruano, uno de los dirigentes de la Rebelión del Cusco de 1814, por lo que es considerado como prócer de la Independencia del Perú.

## Biografía
Era párroco de la Iglesia de la Compañía del Cusco, cuando, ganado por la causa independentista, usó su ascendiente sobre sus feligreses para alentar la lucha por la libertad. Fue uno de los principales actores en las alteraciones ocurridas en el Cusco en 1813, con motivo de la elección del Cabildo constitucional. Involucrado en una conspiración que planeaba el asalto del cuartel de la ciudad, el 9 de octubre de 1813 fue denunciado y apresado, junto con Vicente Angulo, Juan Carvajal y otros.
Producida finalmente la revolución el 3 de agosto de 1814, Béjar fue liberado. Fueron destituidos los mandatarios realistas, se proclamó la independencia del Perú y se creó una Junta Gubernativa en el Cusco, conformaba por Mateo Pumacahua, Domingo Luis Astete y Juan Tomás Moscoso. A partir de entonces, Béjar tuvo un papel protagónico en la lucha revolucionaria.
Se le confirió el grado de brigadier y se le concedió uno de los mandos de la expedición enviada hacia Huamanga, junto con Mariano Angulo y el argentino Manuel Hurtado de Mendoza. Las milicias realistas que debieron marchar al puente de Pampas para contener a Béjar, se sublevaron y se pasaron al bando patriota. Este suceso facilitó a los revolucionarios cuzqueños la ocupación de Huamanga, realizada el 20 de septiembre de 1814. 
El virrey José Fernando de Abascal envió desde Lima tropas bien pertrechadas y disciplinadas, bajo el mando del teniente coronel Vicente González. Parte de esas fuerzas la conformaba una columna de 120 hombres del célebre Regimiento de Talavera de la Reina. Llegados a Huanta, los realistas se reforzaron con 500 milicianos, ya que los huantinos se mantenían fieles a la corona española. Béjar y Mendoza salieron de Huamanga para enfrentarlos, al frente de cinco mil hombres, trescientos de ellos con fusil. Se libró la batalla de Huanta, el 30 de septiembre de 1814. Las acciones duraron tres días, luego de los cuales los patriotas se replegaron, abandonando Huamanga, que fue reocupada por los realistas.
Los patriotas se reorganizaron en Andahuaylas y volvieron a enfrentarse a los realistas en la sangrienta batalla de Matará, librada el 27 de enero de 1815, donde fueron nuevamente derrotados. La represión realista fue igualmente sanguinaria. Los patriotas se retiraron nuevamente a Andahuaylas, cruzando el río Pampas y organizaron nuevas partidas de guerrilleros que atacaban incesantemente a los realistas de González.
Ya reorganizados, Béjar y Hurtado de Mendoza avanzaron nuevamente hacia Huamanga, aprovechando que había allí una escasa guarnición de talaverinos. Sus fuerzas sumaban 800 fusileros, 18 cañones, 2 culebrinas y 500 indígenas. La vanguardia patriota estaba al mando de José Manuel Romano, apodado Pucatoro (toro rojo). Pero al saberse que los realistas habían vencido a Pumacahua y a Vicente Angulo en la batalla de Umachiri, y que tras ocupar el Cusco avanzaban hacia Abancay, cundió el desaliento entre las tropas peruanas, pues de pronto se vieron en amenazados de quedar entre dos fuegos. Surgió entonces la traición de Pucatoro, que dio muerte a Hurtado de Mendoza y se entregó a los realistas con todas sus fuerzas, el 14 de abril de 1815.
Béjar huyó y llegó a reunirse con los hermanos Angulo, planeando levantar nuevas fuerzas. Pero los vecinos de Zurite apresaron a todos ellos y los entregaron al general realista Juan Ramírez Orozco. Conducido al Cusco, se les sometió a proceso sumario, siendo sentenciados a muerte. Béjar, los hermanos Angulo y otros jefes patriotas fueron ejecutados en la Plaza de Armas del Cusco.